# Leningrader Front

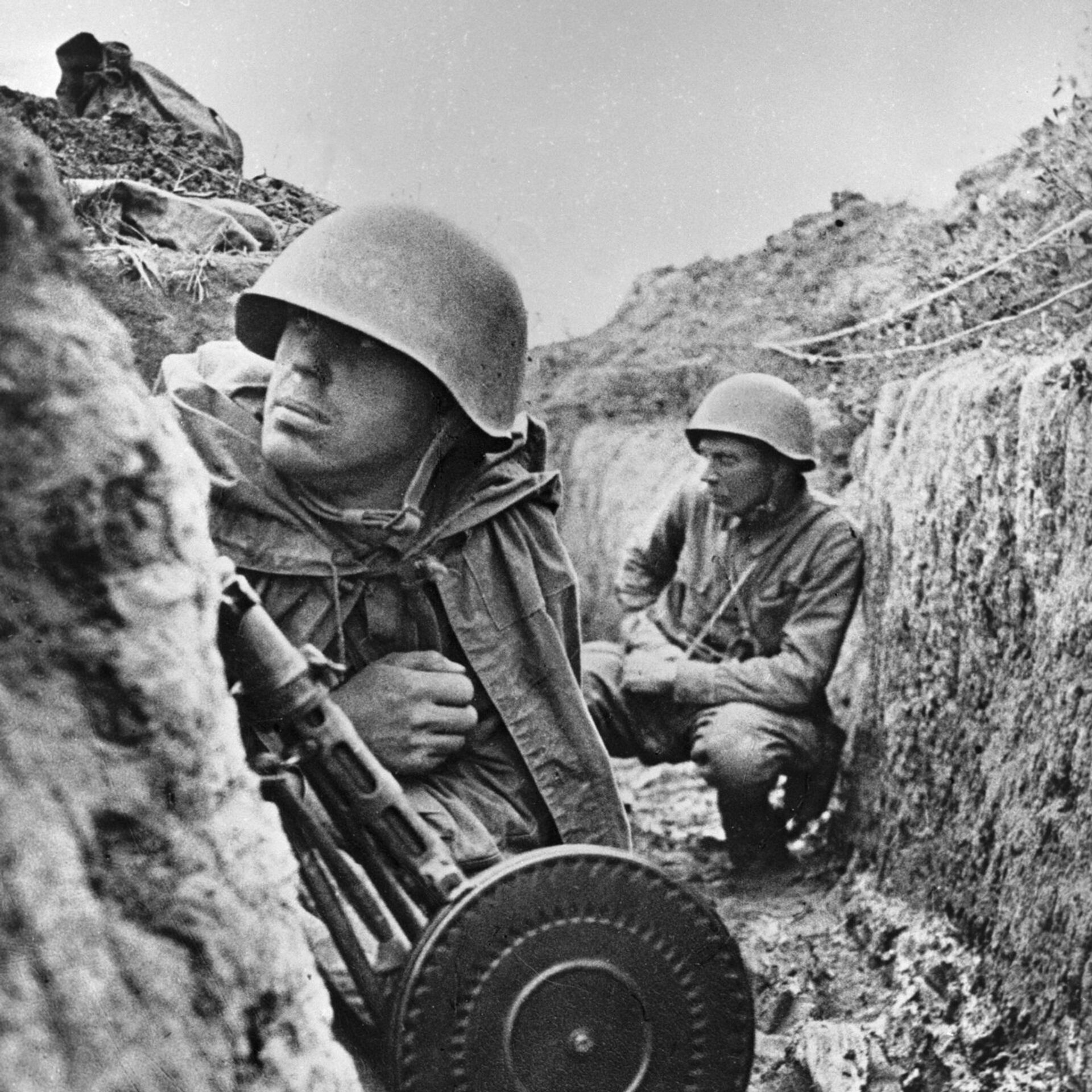
Soldaten der Leningrader Front sitzen in den Schützengräben vor dem Angriff (1941)

Die Leningrader Front (russisch Ленинградский фронт) wurde per Dekret des sowjetischen Oberkommandos der Roten Armee am 23. August 1941 durch die Teilung der Nordfront in die Leningrader und die Karelische Front gebildet. Von Juni 1942 bis zur Auflösung der Front am 24. Juli 1945 führte Generalleutnant, ab Juni 1944 Marschall der Sowjetunion Leonid Alexandrowitsch Goworow das Oberkommando.

## Geschichte
Bei der Aufstellung waren der Front am 24. August 1941 die 8., 23. und 48. Armee, sowie die Operativen Gruppen Koporje, Sluzk und Kolpino unterstellt. Am 30. August 1941 wurde die von den Deutschen abgeschnittene Baltische Flotte unter Admiral W. F. Tribuz dem Oberkommando der Front unterstellt.
Die Front hatte die Aufgabe, den Zugang zu Leningrad zu decken und die Wegnahme der Stadt durch die deutsche 18. Armee der Heeresgruppe Nord zu verhindern. Die aktive Verteidigung durch die Armeen der Front fügte den deutschen Truppen, die von Süden, und den finnischen Armeen, die von Nordwesten, her auf Leningrad vorstießen, bis Anfang September 1941 schwere Verluste zu. Teile der Front wurden im Brückenkopf von Oranienbaum abgeschnitten, wo sie sich bis Januar 1944 halten konnten, als die Leningrader Blockade aufgehoben wurde. Innerhalb des Belagerungsringes verfügte die Front während der Blockade Ende Dezember 1941 über die 42. Armee unter Generalmajor I. F. Nikolajew, die 55. Armee unter Generalmajor I. G. Lasarew, später General W. P. Swiridow, die 23. Armee (gegenüber den Finnen) unter Generalleutnant A. I. Tscherepanow, die Operative Küstengruppe unter Generalmajor A. N. Astanin und die Operative Gruppe Newa unter Generalmajor I. F. Nikitin. Der Brückenkopf von Oranienbaum wurde von der 8. Armee unter Generalmajor A. L. Bondarjew (ab Januar 1942 General A. W. Suchomlin) gehalten.
Seit dem 8. September 1941 führten die Armeen der Leningrader Front den Kampf unter den äußerst schweren Bedingungen der deutschen Blockade weiter. Die hartnäckige Verteidigung der Front, kombiniert mit Gegenschlägen, führten in Zusammenwirken mit der Wolchow-Front und der Baltischen Flotte dazu, den Gegner zum Übergang zur Verteidigung zu zwingen, womit die Pläne Hitlers zur Eroberung Leningrades zunichtegemacht wurden.
Vom 23. April bis zum 8. Juni 1942 bestand die Front aus der Leningrader und der Wolchower Armeegruppe. Zur Wolchower Gruppe gehörten die Armeen der zeitweilig aufgelösten Wolchowfront. Am 9. Juni 1942 wurde Generalleutnant der Artillerie L. A. Goworow Befehlshaber der Leningrader Front. Am 25. November 1942 stellte die 13. Luftarmee die Fliegerverbände der Front.
Nachfolgend waren der Leningrader Front im Laufe des Krieges folgende Großverbände unterstellt: 4., 8., 22., 23., 42., 52., 54., 55., 59. und 67. Armee sowie 1., 2. und 4. Stoß-, 6. und 10. Garde-Armee, 3., 13. und 15. Luftarmee, sowie die operativen Gruppen Newa und „Küste“.
Im Januar 1943 gelang es den Armeen der Leningrader und der Wolchow-Front im Verlauf der Zweiten Ladoga-Schlacht die Blockade Leningrades südlich Schlüsselburg zu durchbrechen und die Landverbindung mit der Stadt wiederherzustellen.
In der Leningrad-Nowgoroder Strategischen Angriffsoperation im Januar und Februar 1944 griff die Leningrader Front in Zusammenwirken mit der Wolchow-, der 2. Baltischen Front und der Baltische Flotte die deutsche Heeresgruppe Nord südlich von Leningrad und Nowgorod an und befreite damit Leningrad endgültig aus dem Griff der Blockade. Während dieser Operation wurde das gesamte Leningrader sowie ein Teil des Kalininer Gebietes befreit, und die sowjetischen Truppen drangen bis nach Estland vor.
Am 24. April 1944 wurde aus dem Südflügel der Leningrader Front die 3. Baltische Front geschaffen. Im Juni 1944 führte die Leningrader Front im Zusammenwirken mit der Baltischen Flotte, der Ladoga- und der Onega-Flottille die Wyborg-Petrosawodsker Angriffsoperation durch. Das erfolgreiche Unternehmen, an dem auch die Wolchow-Front mitwirkte, hatte das Ausscheiden Finnlands aus dem Krieg auf der Seite Deutschlands zur Folge.
Ein Teil der Kräfte der Front nahm an der Baltischen Operation teil und rückte zunächst bei Narwa mit allgemeiner Richtung Dorpat-Reval vor. Bis zum 24. November vertrieben sie die Deutschen und ihre Verbündeten aus Estland.
Damit endeten die Angriffsoperationen der Leningrader Front. Ihre Armeen besetzten Positionen entlang der sowjetisch-finnischen Grenze und die Ostseeküste von Leningrad bis Riga. Am 1. April 1945 wurde ein Teil der zur Leningrader Front gehörenden Armeen aufgelöst und die Truppen an die 2. Baltische Front abgegeben, um die Fortsetzung der Blockade der deutschen Heeresgruppe Kurland sicherzustellen. In Zusammenhang mit der bedingungslosen Kapitulation der Wehrmacht nahm die Leningrader Front die Kapitulation dieser Gruppierung entgegen.
Am 24. Juli 1945 wurde die Front auf Befehl des Nationalen Verteidigungskomitees der UdSSR vom 9. Juli 1945 aufgelöst und ging wieder in den Leningrader Militärbezirk über.

## Frontkommando
Frontbefehlshaber
- Generalleutnant Markian Michailowitsch Popow (27. August bis 5. September 1941)
- Marschall der Sowjetunion Kliment Jefremowitsch Woroschilow (5. bis 14. September 1941)
- Armeegeneral Georgi Konstantinowitsch Schukow (14. September bis 10. Oktober 1941)
- Generalmajor Iwan Iwanowitsch Fedjuninski (10. bis 26. Oktober 1941)
- Generalleutnant M. S. Chosin (27. Oktober 1941 bis 8. Juni 1942)
- Generalleutnant Leonid Alexandrowitsch Goworow (9. Juni 1942 bis 24. Juli 1945; ab Juni 1944 Marschall der Sowjetunion)

Mitglied des Militärrats
- Korpskommissar P. A. Dibrowa (August 1941)
- Korpskommissar N. N. Klementew (August und September 1941)
- Sekretär des ZK der KPdSU Andrei Alexandrowitsch Schdanow (September 1941 bis Juli 1945; ab Juni 1944 Generaloberst)

Chef des Stabes
- Oberst N. W. Gorodezki (August–September 1941)
- Generalleutnant M. S. Chosin (September–Oktober 1941)
- Generalmajor D. N. Gussew (Oktober 1941 bis April 1944; ab Mai 1942 Generalleutnant)
- Generaloberst M. M. Popow (April 1944 bis Juli 1945)